# Vertumnite
La vertumnite è un minerale.